# Резидентен град
Резидентен град е градски център, който е седалище (резиденция) на монарх или княз. За да пребъде монархическото управление, е било необходимо да се покаже властта над поданиците и легациите. Тази видима показност на силата се отразява в архитектурата (например под формата на замъци и обществени представителни сгради), но и в символични актове, като фестивали, паради и придворен церемониал. Един резидентен град е трябвало да легитимира обществения ред и постоянството на съответното владичество.

## Значение и функция
Значението и функцията на резидентния град се подразбират от самия термин. Резидентният град води своето етимологично начало от средновековния латински термин residentia, което означава „място на пребиваване“. Думата residentia има своя произход от глагола residere, който може да се преведе като „седалище“. Под резидентен град т.е. се разбира официалното седалище на владетел. За разлика от столицата, резидентният град не е задължително да бъде безспорен политически, административен, научен и културен център на държава. Един резидентен град се характеризира единствено с присъствието на монарха. Резидентният град служи предимно за демонстриране на власт и има следователно представителна функция. Икономически погледнато, жителите на един резидентен град може да са зависими от двореца, както и от културните или религиозните институции. Последните характеристики обаче не са задължителни черти на един резидентен град.
Според Марк фон дер Хьо един резидентен град се характеризира с „постоянен“ и „фиксиран стационарен придворен антураж“ в един град. Кратко присъствие на владетеля и неговите дворяни не е достатъчно, за да се класифицира едно мястото като резидентен град. Сградите в града трябва да са развили така, че да е очевидно „разграничимо“, кое е седалището на господаря и кои са функционалните сгради за него и неговото дворянство. Също така в икономически, културен и социален план развитието на града и на резиденцията трябва да са тясно взаимосвързано.
Резидентни градове са били и са често срещани във всички култури от Рим до Константинопол/Византия, от Багдад до императорските градове в Китай, Киото и Токио в Япония и също градове като Теночтитлан в Новия свят. Това са били предимно градовете по местоживеене на управляващата династия, обаче понякога са били използвани и от нови владетели, когато империите са били превзети или завладени, за да се изрази по този начин законосъобразност и приемственост на властта, а също и за да се покаже новопридобития по-висок ранг. Преместването на един резидентен град на една империя е било – освен в древен Китай, където е имало религиозна мотивация – най-вече въпрос на понижаване в териториалната йерархия в дадената империя.

През европейското средновековие не са съществували фиксирани резиденции. Владетелят по-скоро е пътувал от един дворец в друг из цялата страна. Кралският антураж, който е отговарял за придворната уредба и за управлението на държавата, се е помещавал в замъци, градове, а кралете са резидирали в така наречените пфлаци. Придворните са обикаляли поверените им територии, за да събират от различните места данъците на селяните в натура както и паричните и данъчни налози на градовете. Също така отчитането на съсловията и правораздаването е трябвало да бъдат направени на място. По-нататъшното развитие на градския живот и възходът на ранната капиталистическа парична икономика през късното Средновековие и началото на Ранното Ново време създават условия за появяване на резидентни градове като Прага, Виена и Дрезден. В допълнение към основната резиденция в града, която често се намира в равнина, се образуват и летни резиденции, посещавани само от време на време, като например двореца Вилхелмщал, ловни дворци като например дворец Морицбург и селски имения като Парец, които се изграждат в околността. Летните, ловните и селските резиденции не принадлежат към резидентните градове, тъй като или е липсвало градско селище, или присъствието на владетеля е било краткотрайно.
- Ловен дворец Морицбург
- Летен дворец Вилхелмстал
- Селско имение – дворец Парец

Новите градски резиденции са били разположени предимно в главните средновековни крепости на градовете (например на територията на Свещена Римска империя: крепостта Храдчани в Прага, замъка Хофбург във Виена, двореца Лувър в Париж) или в градски вили от епохата на Ренесанса.
В ерата на абсолютизма, края на 17-и и 18 век, много князе преместват резиденцията си пред вратите на старата си столица. За разлика от тесните, често средновековно устроени улички на градовете, в землищата на провинцията (извън града) е можело да се строи наволя, без да се налага да се взема под внимание съществуващата архитектурна маса. Имало е достатъчно място за създаването на големи паркове, както и за представителни сгради. Новите архитектурно-строителни инструменти са позволили планираното и последователно разширяване на резидентни градове. Градоустройственият проект за резидентен град във гр. Версай близо до Париж, иницииран от френския крал Слънце Луи XIV, става модел за пример и подражание за всички европейски резидентни градове от това време. От двореца Версай три централни улици водят началото си във формата на лъч и се насочват в посока към града. Тази алюзия към слънцето трябва да изразява, че монархът стои в центъра на държавата. Градоустройственият план на Версай, проектиран според принципите на симетрия, аксиалност и центрираност, изразява претенцията на владетеля уж да представлява един божествено вдъхновен ред (в смисъла на „царуване по божата воля“). Барокови градове построени от нищото по планова скица са се появили също и в Германия – например гр. Карлсруе, Лудвигсбург близо до Щутгарт, Лудвигслуст край Шверин и Потсдам край Берлин.
Поради относителната си близост до монарха, неговото правителство и институции, жителите на резидентните градове често са развивали силно политическо самосъзнание. С демонстрации, масови събрания и бунтове те са успявали да повлияят активно на политиката на владетелите.

## Списък на важните резидентни градове в Европа

### Бивши монархии

#### Територията на днешна България
| Период         | Град    | Описание | Изображение |
| -------------- | ------- | --- | ----------- |
| 1878 – 1946 г. | София   | Функция: Резиденция на княз Александър I (по време на Княжество България), на цар Фердинанд I и Борис III (по време на Царство България). Преди това дворецър е бил резиденция на софийския мютисериф Мазхар паша (по време на Османската империя) |             |
| 1904 – 1946 г. | София   | Функция: Резиденция на цар Фердинанд I, Борис III и Симеон II по време на Царство България. По време на комунистическия диктаторски период, дворецът се използва от различни висши политици на Народна Република България като например Георги Димитров, Васил Коларов, Вълко Червенков. След края на комунизма „Врана“ е върната, с единодушното решение на Конституционния съд от юни 1998 г., на Цар Симеон II и неговата сестра Мария Луиза Българска. |             |
| 1882 г.        | Русе    | Функция: Планиран като резиденция на княз Александър I Български в Русе, но поради политическата нестабилност непосредствено след завършването на строежа на двореца, той никога не встъпва в употреба като резиденция. Днес там се помещава Регионалният исторически музей в Русе. |             |
| 1885 – 1946 г. | Варна   | Функция: Планиран като лятна резиденция на княз Александър I Български във Варна, впоследствие става резиденция и на българските царе на Царство България, а по време на комунистическия период и до днес се използва от правителството на Република България. |             |
| 1898 – 1946 г. | Самоков | Функция: служи като ловна резиденция за царете Фердинанд I и Борис III от Третото българско царство. |             |

Български дворци, които не са имали статус на официална резиденция, а са били частни домове на Царското семейство, не са посочени в тази табела. Пълен списък на дворците от Третото българско царство са предмет на статията: Дворци в България.

#### Територия на днешна Германия
| Период                           | Град                               | Изображение |
| -------------------------------- | ---------------------------------- | ----------- |
| 286 г. до 392 г. (с прекъсвания) | Триер                              |             |
| ? – 1803 г.                      | Трир                               |             |
| ? – 1803 г.                      | Майнц                              |             |
| ? – ?                            | Кьолн                              |             |
| 739 – 1803 г.                    | Пасау                              |             |
| 742 – 1803 г.                    | Вюрцбург                           |             |
| 765 – 855 г.                     | Аахен                              |             |
| 799 – 1802/1803 г.               | Падернборн                         |             |
| 966 – 1803 г.                    | Кведлинбург                        |             |
| 1007 – 1803 г.                   | Бамберг                            |             |
| 11 век до 1806 г.                | Диц                                |             |
| 11 век до 1503 г.                | Бургхаузен                         |             |
| около 1100 – 1231 г.             | Келхайм                            |             |
| 1119 – 1864 г.                   | Шлезвиг                            |             |
| 1131 – 1918 г.                   | Шверин                             |             |
| 1142 – 1918 г.(с прекъсвания)    | Брауншвайг                         |             |
| 1152 – 1680 г.                   | Хале                               |             |
| 1153 – 1806 г.                   | Вайкерсхайм                        |             |
| 1163 – 1718 г.                   | Вайда                              |             |
| 1182 – 1720 г.                   | Хайделберг                         |             |
| 12 век до 1918 г.                | Щутгарт                            |             |
| 12 век до 1793 г.                | Саарбрюкен                         |             |
| 12 век до 1628/87 г.             | Бюдинген                           |             |
| 12 век до 1726 г.                | Дахау                              |             |
| около 1200 г. до 1816 г.         | Елванген                           |             |
| 1246 – 1787 г.                   | Тетнанг                            |             |
| 1255 – 1918 г.                   | Мюнхен                             |             |
| 1260 – 1422 г. и 1486 – 1547 г.  | Витенберг                          |             |
| 1269 – 1378 г.                   | Люнебург                           |             |
| ? – ?                            | Тангермюнде                        |             |
| от 1288 г. до ?                  | Бон                                |             |
| 1291 – 1596 г.                   | Айнбек                             |             |
| 1306 – 1918 г.                   | Грайц                              |             |
| 1347 – 1480 г.                   | Елтвиле                            |             |
| ? – ?                            | Путбус                             |             |
| 1355 – 1816 г.                   | Вайлбург                           |             |
| около 1380 – 1716 г.             | Дюселдорф                          |             |
| 1390 – 1918 г.                   | гр. Лихтенщайн                     |             |
| 1396 – 1918 г.                   | Десау                              |             |
| 1417 – 1813 г.                   | Клеве                              |             |
| 1430 – 1753 г.                   | Волфенбютел                        |             |
| 1433 – 1705 г.                   | Целе                               |             |
| 1443 – 1482 г.                   | Бад Урах                           |             |
| 1448 – 1918 г.                   | Берлин-Кьолн/Берлин                |             |
| 1470 – 1793 г.                   | Цвайбрюкен                         |             |
| 1483 – 1601 г.                   | Торгау                             |             |
| 1485 – 1918 г.                   | Дрезден                            |             |
| 1491 – 1581 г.                   | Рьомхилд                           |             |
| 1505 – 1742 г.                   | Нойбург на Дунав                   |             |
| 1514 – 1545 г.                   | Ландсхут                           |             |
| 1526/27 – 1809 г.                | Бад Мергентхайм                    |             |
| 1526 – 1803 г.                   | Мерзебург                          |             |
| 1528 – 1918 г.                   | Детмолд                            |             |
| 1541 – 1803 г.                   | Ашафенбург                         |             |
| 1552 – 1918 г.                   | Ваймар                             |             |
| 1556 – 1695 г.                   | Гюстров                            |             |
| 1561 – 1761 г.                   | Пльон                              |             |
| 1564 – 1802 г.                   | Гера                               |             |
| 1565 – 1718 г.                   | Дурлах                             |             |
| 1567 – 1866 г.                   | Касел                              |             |
| 1567 – 1918 г.                   | Дармщат                            |             |
| 1567 – 1604 г.                   | Марбург                            |             |
| 1567 – 1583 г.                   | Санкт Гоар                         |             |
| 1586 – 1633 г.                   | Кобург                             |             |
| 1596 – 1918 г.                   | Айзенах                            |             |
| 1597 – 1794 г. (официално)       | Бон                                |             |
| 1599 – 1918 г.                   | Зондерхаузен                       |             |
| 1599 – 1918 г.                   | Рудолщат                           |             |
| 1603 – 1918 г.                   | Алтенбург                          |             |
| 1603 – 1806 г.                   | Байройт                            |             |
| 1609 – 1643 г.                   | Буцбах                             |             |
| 1616 до началото на 18 век       | Обершлайсхайм                      |             |
| 1623 – 1849 г.                   | Зигмаринген                        |             |
| 1623 – 1850 г.                   | Хехинген                           |             |
| 1629 – 1786 г.                   | Еренбрайтщайн                      |             |
| 1631 – 1815 г.                   | Офенбах на Майн                    |             |
| 1636 – 1866 г.                   | Хановер                            |             |
| 1640 – 1918 г.                   | Гота                               |             |
| 1647 – 1918 г.                   | Бюкенбург                          |             |
| 1652 – 1802 г.                   | Ораниенбург                        |             |
| 1655 – 1918 г.                   | Бад Аролзен                        |             |
| 1656/57 – 1718 г.                | Цайц                               |             |
| 1660 – 1918 г.                   | Потсдам                            |             |
| 1680 – 1918 г.                   | Майнинген                          |             |
| 1682 – 1918 г.                   | Кьонигс Вустерхаузен               |             |
| 1684 – 1826 г.                   | Хилденбургхаузен                   |             |
| 1687 – 1806 г.                   | Бюдинген                           |             |
| 1687 – 1806 г.                   | Меерхолц                           |             |
| 1688 – 1806 г.                   | Бартенщайн (Шроцберг)              |             |
| 1689 г. до края на 18 век        | Шведт                              |             |
| 1705 – 1771 г.                   | Ращат                              |             |
| 1709 – 1816 г.                   | Лудвигсбург                        |             |
| 1715 – 1918 г.                   | Карлсруе                           |             |
| 1720 – 1778 г.                   | Манхайм                            |             |
| 1720 – 1803 г.                   | Брухзал                            |             |
| 1725 – 1801 г.                   | Брюл                               |             |
| 1733 – 1918 г.                   | Нойщрелиц                          |             |
| 1736 – 1802 г.                   | Райнсберг                          |             |
| 1742 – 1803 г.                   | Шветцинген                         |             |
| 1744 – 1841 г.                   | Бийбрих (днес квартал на Висбаден) |             |
| 1765 – 1837 г.                   | Лудвигслуст                        |             |
| 1768 – 1806 г.                   | Бад Хомбург фор дер Хьое           |             |
| 1769 – 1817 г.                   | Вьорлиц                            |             |
| 1773 – 1775 г.                   | Блийскастел                        |             |
| 1774 – 1918 г.                   | Олденбург                          |             |
| 1786 – 1803 г.                   | Трир                               |             |
| 1786 – 1794 г.                   | Кобленц                            |             |
| 1841 – 1866 г.                   | Висбаден                           |             |

#### Територия на днешна Австрия
| Период                             | Град     | Описание | Изображение |
| ---------------------------------- | -------- | --- | ----------- |
| от началото на 10-и век до 1246 г. | Щайр     | Функция: Седалището на херцозите на Австрия сред Бабенбергите |             |
| 1278 – 1918 г.                     | Виена    | Функция: Резиденция на римо-германския император (1278 – 1806 г., с прекъсвания), австрийския император (1804 – 1867 г., 1867 – 1818 г.), апостолският крал на Унгария (1867 – 1818 г.), както и ерцхерцогът на Австрия |             |
| 1379 – 1619 г.                     | Грац     | Функция: Резидентен град на Вътрешна Австрия |             |
| 1410 – 1665 г.                     | Инсбрук  | Функция: Резидентен град на Горна Австрия |             |
| 696 – 1805 г.                      | Залцбург | Функция: Резиденция на князските архиепископи, след това за кратко седалище на курфюрст |             |

#### Територия на днешна Франция
| Период                                                     | Име на град      | описание | Илюстрация |
| ---------------------------------------------------------- | ---------------- | --- | ---------- |
| 4 век – 1444 г. 1681 – 1789 г. 1889 – 1918 г.              | Страсбург        | Функция: Столица на принцовите епископи на Страсбург и по-късно краткосрочна резиденция на император Вилхелм II. Запазени сгради: дворец Рохан, катедралата в Страсбург и Палатът на Рейн |            |
| 843 – 1661 г. 1789 – 1792 г. 1799 – 1848 г. 1852 – 1870 г. | Париж            | Функция: Столица на западнофранкските и по-късно френски крале / императори запазени сгради: Консиержери, Лувър, Люксембургски дворец, Jardin des Tuileries, Palais Royal, Hôtel Beauharnais, замък Венсен, Chapelle exasireire, Сент-Шапел, Place des Victoires, Place Vendôme, площад Конкорд, Шан-з-Елизе, Porte Saint-Денис, Дом на инвалидите, Invalides, Парижка обсерватория и Пантеон |            |
| 843 – 1789 г. 1804 – 1848 г. 185 – 1870 г.                 | Компиен          | Функция: Резиденция на западнофранкските и по-късните френски крале / императори |            |
| 1417 – 1789 г.                                             | Саверн           | Функция: Резиденция на князите-епископи на Страсбург |            |
| 1483 – 1563 г.                                             | Амбоаз           | Функция: Резиденция на френските крале |            |
| 1498 – 1589 г.                                             | Блоа             | Функция: Резиденция на френските крале |            |
| 1528 – 1789 г.,1804 – 1848 г.,1852 – 1870 г.               | Фонтенбло        | Функция: Резиденция на френските крале и императори |            |
| 1661 – 1682 г.                                             | Сен Жермен ан Ле | Функция: временна столица при Луи XIV |            |
| 1682 – 1789 г.                                             | Версай           | Функция: Резиденция на френските крале Луи XIV, Луи XV и Луи XVI Особеност: подчертаване на бароковата архитектура, модел за княжеските дворове на Европа Статус: Обект на ЮНЕСКО за световното наследство от 1979 г. Запазени сгради: Версайски дворец, Малък Трианон, Голям Трианон, Хаме де ла Рейн, Катедралата Сен Луи и площад Арм                                                      |            |
| 1828 – 1848 г.                                             | Йо               | Функция: Резиденция на Луи-Филип I |            |

#### Територия на днешна Италия
| Период                              | Град      | Описание                                                              | Изображение |
| ----------------------------------- | --------- | --------------------------------------------------------------------- | ----------- |
| 27 г. пр. н. е. до 402 г. сл. н. е. | Рим       | Функция: основна резиденция на римските императори                    |             |
| 402 – 476 г.                        | Равена    | Функция: Основна резиденция на западните римски императори            |             |
| 493 – 552 г.                        | Равена    | Функция: Резиденция на източно готските царе                          |             |
| 572 – 774 г.                        | Павия     | Функция: Седалище на ломбардските крале                               |             |
| 697 – 1797                          | Венеция   | Функция: Седалище на дожите на Република Венеция                      |             |
| 831 – 1053 г.                       | Палермо   | Функция: Резиденция на династията Калбит – емири на Сицилия           |             |
| 1071 – 1266 г.                      | Палермо   | Функция: Резиденция на Норманско-Хоенштауфенската Сицилия             |             |
| 1234 – 1631 г.                      | Урбино    | Функция: Резиденция на графовете и херцозите на Урбино                |             |
| 1264 – 1597 г.                      | Ферара    | Функция: седалище на херцозите на Ферара                              |             |
| 1266 – 1861                         | Неапол    | Функция: Резиденция на Неаполитанските крале и крале на двете Сицилия |             |
| 1395 – 1535 г.                      | Милано    | Функция: седалище на миланския херцог                                 |             |
| 1597 – 1796 г.                      | Модена    | Функция: седалище на херцозите на Модена                              |             |
| 1861 – 1864 г.                      | Торино    | Функция: Резиденция на Кралство Италия                                |             |
| 1864 – 1871 г.                      | Флоренция | Функция: Резиденция на Кралство Италия                                |             |
| 1871 – 1946 г.                      | Рим       | Функция: Резиденция на Кралство Италия                                |             |

#### Територията на днешна Русия
| Период                        | Град                           | Описание                                            | Изображение |
| ----------------------------- | ------------------------------ | --------------------------------------------------- | ----------- |
| 1340 – 1712 г. 1728 – 1730 г. | Москва                         | Функция: Столица на великите московски князе и царе |             |
| 1710 – 1917 г.                | Пушкин (по-рано: Царское Село) | Функция: Лятна резиденция на царете                 |             |
| 1712 – 1721 г. 1730 – 1917 г. | Санкт Петербург                | Функция: столица на царете                          |             |
| 1723 – 1917 г.                | Петерхоф                       | Функция: вторична резиденция на царете              |             |
| 1796 – 1917 г.                | Павловск                       | Функция: вторична резиденция на царете              |             |

#### Територията на днешна Чехия
| Период         | Град  | Описание | Изображение |
| -------------- | ----- | --- | ----------- |
| 1234 – 1918 г. | Прага | Функция: Резиденция на кралете на Бохемия Здания: Пражкият замък, катедралата Свети Вит, Карловият мост, Пражката кула на праха, Света Мария Снежна |             |

### Съществуващи монархии

#### Кралство Испания
| Период                           | Град                       | Описание                                                                         | Изображение |
| -------------------------------- | -------------------------- | -------------------------------------------------------------------------------- | ----------- |
| 756 – 1031 г.                    | Кордоба                    | Функция: Столицата на Кордобския халифат                                         |             |
| 1023 – до днес                   | Севиля                     | Функция: Резиденция на арабската династия Абадиди и по-късно на испанските крале |             |
| 13-и – 15 век                    | Сеговия                    | Функция: Резиденция на кралете на Кастилия                                       |             |
| 1238 – 1492 г.                   | Гранада                    | Функция: Столицата на султана на Емирство Гранада                                |             |
| 1469 – 1561 г.                   | Валядолид                  | Функция: Резиденция на испанските крале                                          |             |
| 1563 – 1861 г.                   | Сан Лоренцо де Ел Ескариал | Функция: Резиденция на испанските крале                                          |             |
| 1561 – 1600 г. 1606 г. – до днес | Мадрид                     | Функция: Резиденция на испанските крале                                          |             |
| 1720 г. – 19 век                 | Сан Илдефонсо              | Функция: Резиденция на испанските крале                                          |             |

#### Обединено кралство Великобритания и Северна Ирландия
| Период            | Град      | Описание | Изображение |
| ----------------- | --------- | --- | ----------- |
| 686 – 1066 г.     | Уинчестър | Функция: Столица на Кралство Уесекс и по-късно на Кралство Англия |             |
| 1066 г. – до днес | Лондон    | Функция: Резиденция на кралете на Кралство Англия и по-късно на Обединеното кралство Великобритания и Северна Ирландия Запазени сгради: Дворецът Сейнт Джеймс (официална резиденция от 1532 г.), Бъкингамският дворец в Лондон (от 1837 г.), Лондонската кула |             |
| 1078 г. – до днес | Уиндзор   | Функция: лятна резиденция на кралете на Кралство Англия и по-късно на Обединеното кралство Великобритания и Северна Ирландия |             |
| 1437 г. – до днес | Единбург  | Функция: Резиденция на кралете на Шотландия и по-късно на Обединеното кралство Великобритания и Северна Ирландия |             |

#### Кралство Нидерландия
| Период                           | Град      | Описание | Изображение |
| -------------------------------- | --------- | --- | ----------- |
| 1248 – 1806 г. 1810 г. – до днес | Хага      | Функция: Столицата на графовете на Холандия, на губернаторите на Републиката на Седемте обединени провинции, както и на нидерландските крале         |             |
| 1638 г. – до днес                | Барн      | Функция: Резиденция на губернаторите на Републиката на Седемте обединени провинции, на кралете на Холандия и на нидерландските крале                 |             |
| 1689 – 1975 г.                   | Апелдорн  | Функция: лятна резиденция на губернаторите на Републиката на седемте обединени провинции и нидерландските крале                                      |             |
| 1806 г. – до днес                | Амстердам | Функция: Резидентен град на кралете на Холандия (1806 – 1810) и на кралете на Обединено кралство Нидерландия (1815 – 1839) и на Кралство Нидерландия |             |

#### Кралство Белгия
| Период            | Град    | Описание                                           | Изображение |
| ----------------- | ------- | -------------------------------------------------- | ----------- |
| 1830 г. – до днес | Брюксел | Функция: Резиденция на кралете на белгийците       |             |
| 1865 г. – до днес | Сиерньо | Функция: Лятна резиденция на кралете на белгийците |             |
| ? – до днес       | Лакен   | Функция: Резиденция на кралете на белгийците       |             |

#### Кралство Швеция
| Период            | Град     | Описание                                                                    | Изображение |
| ----------------- | -------- | --------------------------------------------------------------------------- | ----------- |
| 1523 г. – до днес | Стокхолм | Функция: Резиденция на кралете на Швеция Сгради: Стокхолмски кралски дворец |             |

#### Кралство Дания
| Период      | Град       | Описание                                                              | Изображение |
| ----------- | ---------- | --------------------------------------------------------------------- | ----------- |
| ? – до днес | Копенхаген | Функция: Резиденция на датските крале Сгради: Амалиенборгският дворец |             |

#### Кралство Норвегия
| Период            | Град                            | Описание                                                                                     | Изображение |
| ----------------- | ------------------------------- | -------------------------------------------------------------------------------------------- | ----------- |
| 1905 г. – до днес | Кристиания (днес Осло)          | Функция: Резиденция на норвежките крале; по-рано второстепенна резиденция на шведските крале |             |
| 1906 г. – до днес | Тронхайм                        | Функция: Резиденция на норвежките крале                                                      |             |
| 1852 г. – до днес | остров Бюгдой (квартал на Осло) | Функция: Резиденция на норвежките крале                                                      |             |
| 1929 г. – до днес | Аскер                           | Функция: Резиденция на норвежкия кронпринц                                                   |             |
| 1837 г. – до днес | Осло                            | Функция: Резиденция на норвежките крале, а до 1905 г. на датско-норвежките крале             |             |

#### Княжество Лихтенщайн
| Период            | Град  | Описание                                     | Изображение |
| ----------------- | ----- | -------------------------------------------- | ----------- |
| 1287 г. – до днес | Вадуц | Функция: Резиденция на князете на Лихтенщайн |             |

#### Велико херцогство Люксембург
| Период            | Град        | Описание                                              | Изображение |
| ----------------- | ----------- | ----------------------------------------------------- | ----------- |
| 1848 г. – до днес | Колмар-Берг | Функция: Резиденция на великите херцози на Люксембург |             |
|                   |             |                                                       |             |

#### Княжество Монако
| Период            | Град   | Описание                                 | Изображение |
| ----------------- | ------ | ---------------------------------------- | ----------- |
| 1191 г. – до днес | Монако | Функция: Резиденция на князете на Монако |             |

#### Държавата Град Ватикан
| Период            | Град    | Описание                                                              | Изображение |
| ----------------- | ------- | --------------------------------------------------------------------- | ----------- |
| 1929 г. – до днес | Ватикан | Функция: Резиденция на теократичния монарх – епископа на Рим – папата |             |

## Списък на важни резидентни градове в Африка

### Бивши монархии

#### Египет
| Период                  | Град        | Описание                          | Изображение |
| ----------------------- | ----------- | --------------------------------- | ----------- |
| 2135 – 1985 г. пр.н.е.  | Тива        | Функция: Резиденция на фараоните  |             |
| 1353 – 1332 г. пр.н.е.. | Ахетатон    | Функция: Резиденция на фараоните  |             |
| 1279 – 1078 г. пр.н.е.  | Пер-Рамзес  | Функция: Резиденция на фараоните  |             |
| 323 г. пр.н.е.– 30 г.   | Александрия | Функция: Резиденция на птолемеите |             |

#### Етиопия
- Гондер, седалище на негус (крал) Негест (1636 – 1889 г.)
- Адис Абеба, седалище на негус Негест (1889 – 1974 г.)

#### Камерун
- Дуала, резиденция на кралското семейство Дуала-Бел
- Фумбан, седалище на бамумския султан

### Съществуващи монархии

#### Мароко
Рабат, столица на кралете на Мароко (от 1956 г.)

## Списък на важните резидентни градове в Азия

### Бивши монархии

#### Кралство Йерусалим
- Йерусалим, седалище на царете на Йерусалим (1099 – 1187 г., 1229 – 1244 г.)
- Акра, цитадела и дворец на Великия магистър на Малтийския орден на Св. Йоан (1271 – 1291 г.) и седалище на Великия магистър на (немския) Тевтонския орден (1099 – 1291 г.)

### Съществуващи монархии

#### Бахрейн
- Манама, резиденция на бахрейнския крал Хамад (от 2002 г.)

#### Бутан
- Палатът Деченчолинг в гр. Тхимпху, резиденция на краля на Бутан

#### Бруней
- Дворецът на Истана Нурул Иман в Бандар Сери Бегаван, седалище на султана на Бруней

#### Япония
- Императорски дворец в Токио, седалище на тено (императора на Япония) (от 1868 г.)
- Хейдзе-Ке (Киото), седалище на тено и императорски двор (794 – 1868 г.)
- Хейдзе-Ке (Нара), седалище на тено (710 – 784 г.)

- Камакура, седалище на шогуната Камакура (1192 – 1333 г.)
- Муромачи (Киото), седалище на шогуната Ашикага (1338 – 1568 г.)
- Едо или (Токио), седалище на Шогунат Токугава (1603 – 1868 г.)

#### Камбоджа
- Пном Пен, резиденция на крал Нородом Сиамони на Камбоджа (отново от 2004 г.)

#### Саудитска Арабия
- Рияд, столица на кралете на Саудитска Арабия (от 1932 г.)

#### Тайланд
- Големият дворец в Банкок, резиденция на кралете на Тайланд (до 1946 г.)
- Дворецът Читралада в Банкок, резиденция от 1946 г.

#### Оман
- Маскат, резиденция на султаните на Оман (с прекъсвания от 1779 г.)

## Списък на важни резидентни градове в Океания

### Тонга
- Нукуалофа, столица на кралете на Тонга (от 1845 г.)